# Puchar Świata w narciarstwie alpejskim 1989/1990
Sezon 1989/1990 Pucharu Świata w narciarstwie alpejskim rozpoczął się 8 sierpnia 1989 w argentyńskim Las Leñas (kobiety) i trzy dni później w australijskim Thredbo (mężczyźni), a zakończył 18 marca 1990 w szwedzkim Åre. Była to 24. edycja pucharowej rywalizacji. Rozegrano 33 konkurencje dla kobiet (8 zjazdów, 8 slalomów gigantów, 6 supergigantów, 9 slalomów specjalnych i 2 kombinacje) i 34 konkurencje dla mężczyzn (9 zjazdów, 7 slalomów gigantów, 6 supergigantów, 10 slalomów specjalnych i 2 kombinacje).
Puchar Narodów (łącznie) zdobyła reprezentacja Austrii, wyprzedzając Szwajcarię i RFN.

## Puchar Świata w narciarstwie alpejskim kobiet
Wśród kobiet najlepszą zawodniczką okazała się Austriaczka Petra Kronberger, która zdobyła 341 punktów, wyprzedzając swoją rodaczkę Anitę Wachter i reprezentantkę RFN Michaelę Gerg.
W poszczególnych klasyfikacjach tryumfowały:
- Katharina Gutensohn – zjazd
- Vreni Schneider – slalom
- Anita Wachter – slalom gigant
- Carole Merle – supergigant
- Anita Wachter – kombinacja

## Puchar Świata w narciarstwie alpejskim mężczyzn
Wśród mężczyzn najlepszym zawodnikiem okazał się Szwajcar Pirmin Zurbriggen, który zdobył 357 punktów, wyprzedzając Norwega Ole Kristiana Furusetha i Austriaka Günthera Madera.
W poszczególnych klasyfikacjach tryumfowali:
- Helmut Höflehner – zjazd
- Armin Bittner – slalom
- Günther Mader i  Ole Kristian Furuseth – slalom gigant
- Pirmin Zurbriggen – supergigant
- Pirmin Zurbriggen – kombinacja

## Puchar Narodów (kobiety + mężczyźni)
- 1.  Austria – 2793 pkt
- 2.  Szwajcaria – 1981 pkt
- 3.  RFN – 1224 pkt
- 4.  Francja – 671 pkt
- 5.  Włochy – 577 pkt